# Sultanato di Banten
Il Sultanato di Banten è stato un sultanato fondato nel XVI secolo. Si dice sia stato fondato da Sunan Gunungjati che più tardi fondò Cirebon. Un tempo grande centro commerciale di tutto il sud est asiatico, soprattutto per il commercio del pepe, la sua importanza fu oscurata da Batavia, ed alla fine venne annessa nel 1813 dalle Indie Orientali Olandesi.

## Sultani
- Sunan Gunungjati
- Hasanudin - Panembahan Surosowan (1552-1570)
- Maulana Yusuf - Panembahan Pakalangan Gedé (1570-1580)
- Maulana Muhammad - Pangeran Ratu Ing Banten (1580-1596)
- Pangeran Ratu - Abdul Kadir Kenari (1596-1651)
- Ageng Tirtayasa - Abul Fath Abdul Fattah (1651-1672)
- Abu Nasr Abdul Kahhar - Sultan Haji (1672-1687)
- Abdul Fadhl (1687-1690)
- Abul Mahasin Zainul Abidin (1690-1733)
- Muhammad Syifa Zainul Ar (1750-1752)
- Muhammad Wasi Zainifin (1733-1750)
- Syarifuddin Artu Wakilul Alimin (1752-1753)
- Muhammad Arif Zainul Asyikin (1753-1773)
- Abul Mafakir Muhammad Aliyuddin (1773-1799)
- Muhyiddin Zainush Sholihin (1799-1801)
- Muhammad Ishaq Zainul Muttaqin (1801-1802)
- Wakil Pangeran Natawijaya (1802-1803)
- Aliyuddin II (1803-1808)
- Wakil Pangeran Suramanggala (1808-1809)
- Muhammad Syafiuddin (1809-1813)
- Muhammad Rafiuddin (1813-1820)